# Bureau d'information coréen
Le Bureau d'information coréen (ou Bureau d'information de la République de Corée) est un bureau de presse créée en avril 1919 à Paris, des suites du mouvement du 1er mars 1919,. C'est une structure qui publie et diffuse des documents en français. Elle est créée avec l'appui du gouvernement provisoire de Corée. Kim Kyu-sik est le meneur de la délégation coréenne française et met en place le bureau en France à Paris. L'organisation traduit la « déclaration d'indépendance de la République de Corée » et publie une revue « La Corée Libre ».

## Histoire

### Contexte de création
Après le soulèvement du 1er mars 1919, un gouvernement provisoire de Corée est créé et siège dans la concession française de Shanghai à partir d'avril 1919,.
Pour faire connaître son mouvement le gouvernement provisoire a créé des relais de sa parole et du projet indépendantiste coréen. Un groupe local est créé en 1919 à Paris. À ce moment-là à Paris se tient les négociations du traité de Versailles. Les coréens y nourrissent de grand espoir d'indépendance avec les Quatorze points de Wilson, notamment du « principe du droit des peuples à disposer d’eux-mêmes »,.

### Réseau
D'autres organisations provenant de territoires colonisés de retrouvent à Paris. Le bureau d'information coréen y tisse un réseau avec les autres représentants de territoires colonisés, comme Ho Chi Minh et son organisation.
Le Bureau d'information coréen est soutenu par l'association Les Amis de la Corée, qui est fondée en juin 1921 et composé d'hommes politiques, de journalistes et de membres de la Ligue des Droits de l'Homme.
À la fin de son ouvrage « Autour d'une vie coréenne » Seu Ring-haï reprend la déclaration d'indépendance publié par le bureau.

### Fin du bureau
L'organisation à disparu en 1921, et c'est l'Association des Coréens de France qui a continué son projet.

## Publications
Le Bureau d'information coréen a édité différents ouvrages :
- La traduction de la Déclaration d'indépendance de la République de Corée.
- L’Indépendance et la paix de la Corée, ouvrage[3].
- une Circulaire, une revue de 23 numéros en langue française tous publiés en 1919[2], tiré à 2000 exemplaires par numéro[3]. La revue publiait les actions réalisées par les différentes délégations coréennes[3].
- La Corée libre, une revue mensuelle de 13 numéros en langue française publié entre avril 1920 et mai 1921 à Paris. La revue avait comme objectif de propager les idées des indépendantistes coréens auprès de la population française[2],[3]. Elle a été animée par Félicien Challaye et Scie Ton Fa, tous deux membres de l'association des Amis de la Corée[4].